# De AFC'ers
De AFC'ers is een boek van de hand van de schrijver J.B. Schuil. Het boek verscheen in 1915. Centraal in het boek staan de vrienden Eddy Lomans en Kees Brummer die bij voetbalclub AFC spelen. De AFC'ers groeide uit tot een van de klassiekers van de Nederlandse jeugdliteratuur van de eerste helft van de 20e eeuw.

## Samenvatting van de inhoud en plot
Centraal in De AFC'ers staan de vrienden Eddy Lomans en zijn vriend Kees Brummer. Beiden spelen in het achtste team van de voetbalclub AFC, nadat zij eerder zelf een club hadden opgericht onder de naam De Spartaan. Beide vrienden halen een slecht rapport. Eddy heeft een strenge vader die zijn clubkaart in beslag neemt, waardoor hij voorlopig niet langer kan voetballen bij AFC. Ook Brummer en enkele andere AFC'ers mogen van hun ouders voorlopig niet naar AFC, hoewel zij er genadiger afkomen dan Eddy.
Eddy en Kees bedenken dat een verbod om het bezoeken van AFC niet betekent dat zij helemaal niet meer mogen voetballen. Zij spelen daarom mee bij de vriendenclub De Mussen. Tijdens een partijtje komt de bal in de tuin van het Schuttershuis, waar het plaatselijk muziekkorps bivakkeert. Het team breekt in en doet zich te goed aan het buffet. Zij worden betrapt door de conciërge, maar weten het gebouw te verlaten. Buiten worden ze achterna gezeten door een politieagent, maar weten te ontkomen. Op dat moment blijkt wel dat Lomans zijn horloge en schoenen mist. De groep vrienden besluit aangifte te doen op het politiebureau, maar ze worden daar herkend. Met een fikse uitbrander mogen zij uiteindelijk gaan. 
Enkele dagen halen Kees en Eddy een grap uit met een palingvrouw, met als het gevolg dat haar hele kraam instort. Zij voelen zich schuldig en besluiten de schade te vergoeden. Intussen wordt de van niets wetende vader van Eddy door de politie opgebeld met de mededeling dat de schoenen en het horloge van zijn zoon terecht zijn. Eddy biecht de hele geschiedenis aan zijn vader op. Daarop krijgt hij geen uitbrander, wel laat zijn vader weten ernstig teleurgesteld te zijn in zijn zoon omdat hij de waarheid achterhield. Deze vermaning raakt Eddy zo nodig nog harder.
Eddy blijkt over voetbaltalent te beschikken en wordt door het vijfde team van AFC gevraagd een wedstrijd mee te spelen tegen De Trappers. Eddy blinkt uit in deze wedstrijd, maar wordt ook onderuit geschoffeld door een speler van De Trappers. Clubicoon Mannus Pinke betreedt het veld en zegt een verzoek bij de bond in te zullen dienen om De Trappers te verwijderen uit de competitie. In de krant verschijnt een uitgebreid verslag waarin Eddy wordt geprezen. Hij doet er vervolgens alles aan om te voorkomen dat zijn vader het verslag zal lezen. Hij mocht immers niet voor AFC spelen zolang zijn schoolresultaten niet zijn verbeterd. Net op het moment dat Eddy een goed rapport zonder onvoldoendes presenteert komt zijn vader er alsnog via een tante achter. Vader besluit het echter door de vingers te zien en geeft zoon Eddy zijn clubkaart terug.
Kees Brummer heeft intussen nieuwe buren gekregen, inclusief twee buurkinderen Henk en Kitty Walden. Eddy is helemaal gek van het nieuwe buurmeisje. Kitty en Eddy krijgen wat met elkaar. Kees heeft nog niet veel met meisjes op en voelt zich steeds meer het vijfde wiel aan de wagen. In de winter maken zij een schaatstocht waarbij Kees alleen mee mag om zich te ontfermen over de zus van Henk Waldens vriendinnetje. Die blijkt niet te kunnen schaatsen en Kees moet haar gedwongen op sleeptouw nemen, terwijl hij door de rest wordt genegeerd.
Kitty en Eddy zakken echter door het ijs en worden gered door Kees die van grote afstand komt aanschaatsen en Eddy in het water drijvende houdt. Ze worden vervolgens opgevangen op een boerderij. Eddy biedt zijn excuses aan voor de manier waarop hij Kees behandelde. Dankzij de krant weet iedereen van de heldendaad van Kees.
Centraal in het boek staat de concurrentie tussen de clubs AFC en Vitesse. In eerste instantie heeft het eerste team van AFC zijn stadsgenoot al met 4-3 verslagen. Het derde team van AFC moet aan het einde van het boek tegen Vitesse spelen om het kampioenschap. Een speler valt geblesseerd uit, waarna Eddy wordt gevraagd in te vallen. Met een goal en een assist vervult hij een beslissende rol. Het eerste team wint op dezelfde dag de landelijke beker. Op de feestavond die daarop volgt wordt Eddy uitgebreid geëerd. Kees ontvangt een onderscheiding van de koningin vanwege zijn krachtige optreden bij het schaatsincident.

## Achtergrond
De AFC'ers was een van de bekendste boeken van schrijver J.B. Schuil. Het boek beleefde een groot aantal herdrukken (minstens 12). Het groeide uit tot een klassieker in het genre voetballiteratuur.
Verschillende personage uit het boek waren gebaseerd op voetballers van de Haarlemse club HFC. Mannus Pinke was Mannes Francken, Ben Terhey was international Ben Verweij en keeper Bögel was Just Göbel.
In zijn laatste boek Hoe de Katjanga op de kostschool van Buikie (1930) bracht Schuil meerdere personages uit zijn verschillende boeken samen. Eddy Lomans speel in het boek in het eerste van AFC en is international.